# As Aventuras de Gui & Estopa
As Aventuras de Gui & Estopa est une série télévisée d'animation brésilienne créée par Mariana Caltabiano & Craig McCracken. pour Cartoon Network & Disney Channel. La série est produite par Mariana Caltabiano Produções & Disney Television Animation. Il a été créé pour la première fois sur Cartoon Network au Brésil le 2009 et sur TV Cultura le 2012.

## Synopsis
La série raconte les mésaventures d'un westie nommé Gui « Iguinho », un chien graisse nommé Estopa et de ses amis.

## Fiche technique
Sauf indication contraire, les informations mentionnées dans cette section peuvent être confirmées par la base de données cinématographiques IMDb,  présente dans la section « Liens externes ».
- Titre original : As Aventuras de Gui & Estopa
- Réalisation : Mariana Caltabiano
- Scénario : Mariana Caltabiano
- Production : Mariana Caltabiano
- Montage : Mariana Caltabiano
- Direction artistique : Caue Zunchini
- Département du son : Nico Balanxo
- Département d'animation : Rodrigo Sakai
- Sociétés de production : Mariana Caltabiano Produções
- Pays d'origine :  Brésil
- Langue : portugais
- Format : couleur
- Genre : série d'animation, comédie, famille

## Distribution
- Mariana Caltabiano : Gui "Iguinho" / Cróquete Spaniel / Dona Iguilda / Fifivelinha / Róquete Spaniel
- Eduardo Jardim : Estopa / Pitiburro
- Arly Cardoso : Ribaldo "Riba"

## Épisodes

### Saison 1
1. The Dog's In Concert
2. Férias Frustradas
3. O Natal de Gui e Estopa
4. A Incrível Fábrica de Doces
5. Total Vaca
6. Estopa Gato
7. Estopa o Lutador
8. Guerra de Nervos
9. Video Game
10. Dia de Beleza
11. Spa
12. A Hora do Aperto
13. Esconde Esconde
14. Prima Esnobe
15. Skate
16. Gui a Cabo
17. Enciclopédia
18. Japão
19. Show De Talentos
20. Gordo e Magro
21. Egoísta
22. Irmãozinho
23. Pitibela
24. Professora Jararaca
25. A Luva De Três Listras
26. Maiô de Bolinhas
27. Cabeleireiro

### Saison 2
1. Tubarão
2. Aquário Natural
3. Tartaruga
4. Anta
5. Mico
6. Raia
7. Jibóia
8. Tamanduá
9. Capivara
10. Cidade de Arrecife
11. Polvo

### Saison 3
1. Birdy
2. As Mentiras que os Adultos Contam
3. Queridinha
4. Barba Girl
5. Fashionista
6. Relaxamento
7. Tchú Tchá
8. Padrinho De Casamento
9. Bichos De Estimação
10. Concurso de bolos
11. Justin Bibelô
12. Sotaque
13. Colméia
14. Lady Gaga
15. É Nois nas Fritas
16. O Perfume
17. Confusão Médica
18. Nerdson
19. Amor e Músculos
20. Festa do Pijama
21. O Aparelho
22. Garotos
23. A Espinha
24. Mãe Maneira
25. Biscoito da Sorte
26. O Vampiro

### Saison 4
1. Clubinho
2. Bisa
3. Cubo Mágico
4. Curling
5. Gatada Rosa
6. Zuzubalândia
7. Gubi gugubi
8. A Fada do Dente
9. Joga Comigo
10. Blog da Róquete
11. Piolho
12. Comgás Natural

### Saison 5
1. O Presente da Róquete
2. Jogadores de Futebol
3. A Máquina de Algodão Doce
4. Cuecas Conforto
5. O Enrolador
6. Concurso de Miss
7. Coisa de Cinema
8. Escola em Casa
9. Namora Comigo
10. Cara de uma focinha da outra
11. Bolo Monstro
12. Fashion Runway
13. As Encomendas